# Championnat de France de rugby à XV 1965-1966
Navigation
1964-1965 1966-1967
Le championnat de France de rugby à XV de première division 1965-1966 a été disputé par 56 équipes groupées en 7 poules. À l'issue de la phase qualificative, les quatre premières équipes de chaque groupe et les quatre meilleures équipes classées cinquièmes sont qualifiées pour les 1/16e de finale. L'épreuve se poursuit ensuite par élimination sur un match à chaque tour.
Le SU Agen a remporté le championnat 1965-66 après avoir battu l'US Dax en finale et conserve le titre acquis en 1965.
Agen se qualifie pour la coupe d'Europe des clubs champions FIRA.
Les dernières places pour le 1967 sont attribuées à la discrétion du comité de direction de la FFR entre les demi-finalistes du championnat de France de deuxième division et les derniers de leur poule de première division.
La Fédération choisit de repêcher le Stade toulousain, le SBUC, l'US Tyrosse, le CS Bourgoin-Jallieu et le SC Mazamet.

## Contexte
Le Tournoi des Cinq Nations 1966 est remporté par le pays de Galles grâce à sa victoire (9-8) contre la France lors de la dernière journée (la France menait jusqu'à la 70e minute, elle est dépassée au score à la suite d'un essai en contre des Gallois).
Le Challenge Yves du Manoir est remporté en 1966 par le FC Lourdes qui bat le Stade montois par 16 à 6.

## Phase de qualification
Le nom des équipes qualifiées pour les 16e de finale est en gras.

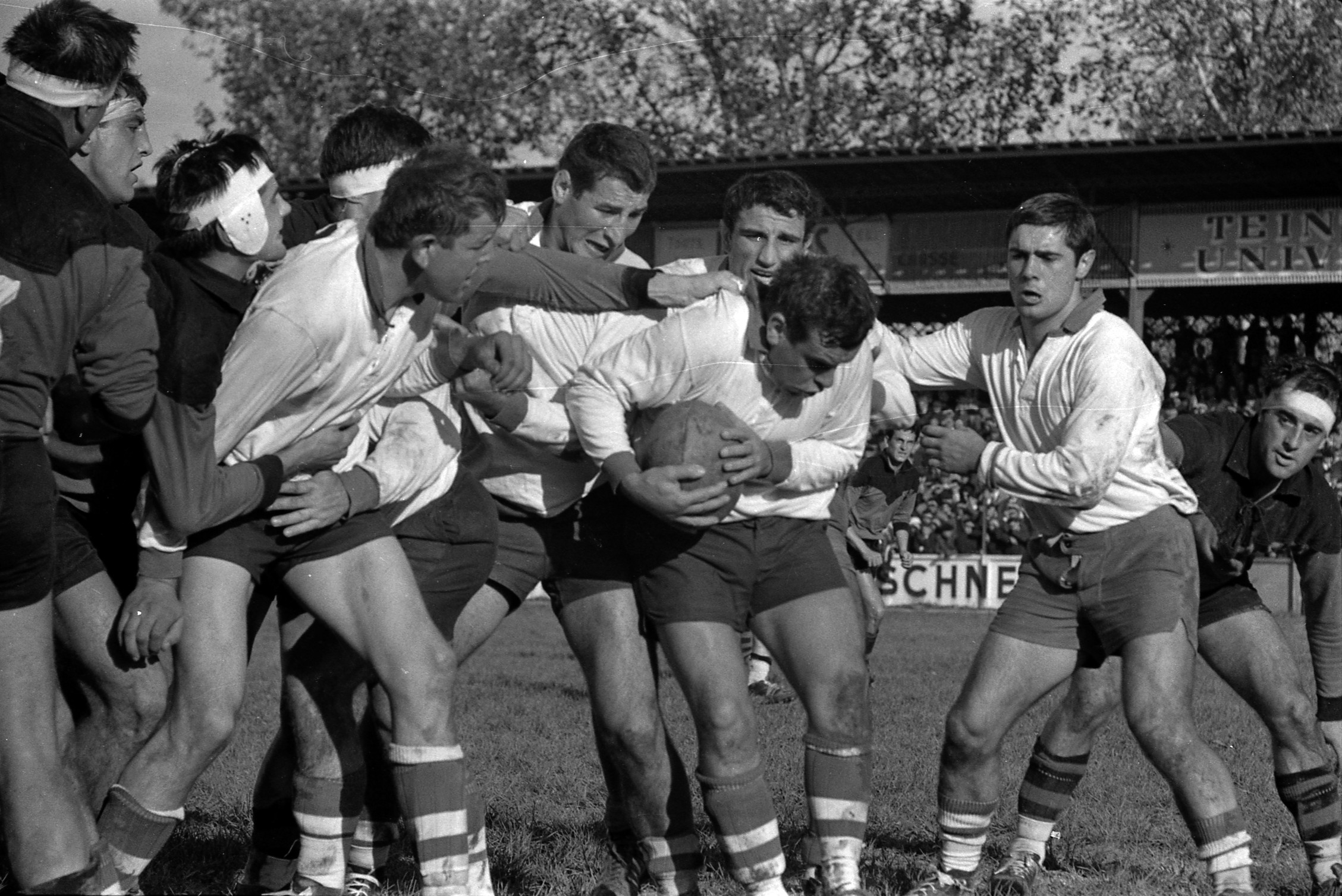
Victoire du SU Agen sur le terrain du Stade toulousain 9-6, pour le compte du championnat 1965-1966 grâce à un essai de l’ailier Pomiès.

| - SC Angoulême - SU Agen - Lyon OU - CA Périgueux - US Quillan - AS Saint-Junien - Stade toulousain - CS Vienne                       | - FC Auch - Aviron bayonnais - CA Brive - SA Condom - CA Lannemezan - USA Limoges - US Romans - RC Vichy                       | - Castres olympique - US Cognac - FC Grenoble - FC Lourdes - SC Mazamet - US Montauban - Stade montois - TOEC                                |
| - SO Chambéry - US Dax - Section paloise - USA Perpignan - FC Saint-Claude - Stade bordelais UC - Stade rochelais - La Voulte sportif | - Cahors rugby - SC Graulhet - AS Montferrand - RC Narbonne - Paris université club - SA Saint-Sever - RC Toulon - Tyrosse RCS | - Stade aurillacois - Stade beaumontois - CA Bègles - AS Béziers - Stade dijonnais - CO Le Creusot - Racing club de France - Valence sportif |
| - SC Albi - Biarritz olympique - CS Bourgoin-Jallieu - US Carmaux - RC Chalon - US Foix - Stadoceste tarbais - SC Tulle               | | |

## Seizièmes de finale
Les équipes dont le nom est en caractères gras sont qualifiées pour les huitièmes de finale. 
| Équipe 1              | Équipe 2              | Résultat |
| --------------------- | --------------------- | -------- |
| SU Agen               | RC Chalon             | 11-3     |
| Stade rochelais       | US Montauban          | 6-3      |
| RC Narbonne           | Section paloise       | 9-0      |
| La Voulte sportif     | Paris université club | 25-11    |
| Racing club de France | Lyon OU               | 9-8      |
| SC Angoulême          | FC Auch               | 16-3     |
| CA Brive              | FC Lourdes            | 6-0      |
| AS Béziers            | Aviron bayonnais      | 17-15    |
| US Dax                | USA Limoges           | 16-3     |
| CA Bègles             | CA Périgueux          | 29-5     |
| Stadoceste tarbais    | SC Albi               | 18-6     |
| TOEC                  | CA Lannemezan         | 19-3     |
| Stade montois         | FC Grenoble           | 26-16    |
| SC Tulle              | Stade aurillacois     | 3-3      |
| SC Graulhet           | Stade beaumontois     | 6-6      |
| RC Toulon             | Biarritz olympique    | 14-8     |

Le FC Lourdes, vainqueur du challenge Yves du Manoir, est éliminé dès les seizièmes de finale.

## Huitièmes de finale
Les équipes dont le nom est en caractères gras sont qualifiées pour les quarts de finale. 
| Équipe 1              | Équipe 2          | Résultat    |
| --------------------- | ----------------- | ----------- |
| SU Agen               | Stade rochelais   | 9-5         |
| RC Narbonne           | La Voulte sportif | 12-8        |
| Racing club de France | SC Angoulême      | 15-11       |
| CA Brive              | AS Béziers        | 12-9        |
| US Dax                | CA Bègles         | 12-5        |
| Stadoceste tarbais    | TOEC              | 10-5        |
| Stade montois         | SC Tulle          | 16-0        |
| SC Graulhet           | RC Toulon         | 8-6 (a. p.) |

## Quarts de finale
Les équipes dont le nom est en caractères gras sont qualifiées pour les demi-finales.
| Équipe 1              | Équipe 2           | Résultat |
| --------------------- | ------------------ | -------- |
| SU Agen               | RC Narbonne        | 9-3      |
| Racing club de France | CA Brive           | 12-9     |
| US Dax                | Stadoceste tarbais | 19-3     |
| Stade montois         | SC Graulhet        | 3-6      |

## Demi-finales
| Équipe 1 | Équipe 2              | Résultat     |
| -------- | --------------------- | ------------ |
| SU Agen  | Racing club de France | 14-8         |
| US Dax   | SC Graulhet           | 11-5 (a. p.) |

## Finale
| Équipes        | SU Agen - US Dax |
| Score          | 9-8 |
| Date           | 22 mai 1966 |
| Stade          | Stadium de Toulouse |
| Arbitre        | Paul Madelmont |
| Les équipes    | |
| SU Agen        | Marius Lagiewski, Jean-Claude Malbet, Raymond Palladin, Jacques Fort, Michel Lasserre, Michel Sitjar, Serge Viotto, Francesco Zani, Pierre Lacroix, Jean-Louis Dehez, Bernard Pomiès, Jean-Pierre Razat, Pierre Gruppi, Jean-Louis Mazas, Jean-Michel Pechambert Remplaçants : Georges Cavailles, Pierre Biémouret, Claude Salesse, Jean-Claude Soula, Serge Méricq |
| US Dax         | Jean-Michel Lucq, Léon Berho, Christian Lasserre, Marcel Cassiède, Jean-Claude Labadie, Pierre Darbos, Gilles Benali, Claude Contis, Georges Capdepuy, Pierre Albaladejo, Jacques Bénédé, Jean-Claude Sanz, Claude Dourthe, Michel Arrieumerlou, Jacques Saubesty                                                                                                   |
| Points marqués | |
| SU Agen        | 1 essai de Lasserre, 1 pénalité et 1 drop de Dehez |
| US Dax         | 1 essai de Benali, 1 transformation de Saubesty, 1 drop de Albaladejo |

Dax présente une équipe avec de nombreux jeunes joueurs : Dourthe (17 ans et demi), Arrieumerlou (18 ans et demi), Capdepuy (20 ans) et Benali (18 ans). La rencontre fut émaillée de nombreuses brutalités et se déroula dans un climat détestable. Pierre Albaladejo perd une dernière occasion de remporter le Bouclier de Brennus.